# Circondario di Vercelli
Il circondario di Vercelli era uno dei circondari in cui era suddivisa la provincia di Novara.

## Storia
In seguito all'annessione della Lombardia dal Regno Lombardo-Veneto al Regno di Sardegna (1859), fu emanato il decreto Rattazzi, che riorganizzava la struttura amministrativa del Regno, suddiviso in province, a loro volta suddivise in circondari.
Il circondario di Vercelli fu creato come suddivisione della provincia di Novara; il territorio corrispondeva a quello della soppressa provincia di Vercelli del Regno di Sardegna, appartenuta alla divisione di Novara.
Con l'Unità d'Italia del 1861 la suddivisione in province e circondari fu estesa all'intera Penisola, lasciando invariate le suddivisioni stabilite dal decreto Rattazzi.
Il circondario di Vercelli venne soppresso nel 1926 e il territorio assegnato al circondario di Novara.

## Geografia antropica

### Suddivisioni amministrative
Nel 1863, la composizione del circondario era la seguente:
- mandamento I di Arborio
  - comuni di Albano Vercellese; Arborio; Balocco; Buronzo; Cascine San Giacomo; Ghislarengo; Gifflenga; Greggio; Oldenico; Rovasenda; Villarboit
- mandamento II di Cigliano
  - comuni di Borgo d'Ale; Cigliano; Moncrivello
- mandamento III di Crescentino
  - comuni di Crescentino; Fontanetto Po; Lamporo
- mandamento IV di Desana
  - comuni di Asigliano Vercellese; Costanzana; Desana; Lignana; Ronsecco; Sali[4]; Tricerro
- mandamento V di Gattinara
  - comuni di Gattinara; Lenta; Lozzolo; Roasio; Villa del Bosco
- mandamento VI di Livorno Vercellese
  - comuni di Bianzè; Livorno Vercellese; Saluggia
- mandamento VII di San Germano Vercellese
  - comuni di Casanova Elvo; Cascine di Strà; Crova; Formigliana; Olcenengo; Salasco; San Germano Vercellese; Tronzano Vercellese
- mandamento VIII di Santhià
  - comuni di Alice Castello; Carisio; Santhià
- mandamento IX di Stroppiana
  - comuni di Caresana; Motta de' Conti; Pertengo; Pezzana; Prarolo; Rive Vercellese; Stroppiana
- mandamento X di Trino
  - comuni di Palazzolo Vercellese; Trino
- mandamento XI di Vercelli
  - comuni di Caresanablot; Collobiano; Quinto Vercellese; Vercelli